# 宮岡太郎
宮岡 太郎（みやおか たろう、1988年 - ）は、日本の映画監督。メディアミックス・ジャパン所属。

## 経歴
埼玉県入間市出身。早稲田大学高等学院を経て、2006年早稲田大学入学。早稲田大学第一文学部演劇映像専修卒業。在学中は稲門シナリオ研究会に所属し、2009年に自主制作映画「エコーズ」で東京学生映画祭の準グランプリ・観客賞などを受賞。
2010年にメディアミックス・ジャパンに入社。テレビドラマの助監督として様々な作品に関わる。
2014年、M cinema第一回作品「gift」で商業映画監督デビュー。
主な監督作に「恐怖人形」「成れの果て」「ラストサマーウォーズ」「初恋ハラスメント」など。

## 主な作品

### 映画
- 連鎖（2008年）第21回東京学生映画祭 審査員特別賞・役者賞（川野裕佳）
- エコーズ（2009年）第22回東京学生映画祭 準グランプリ・観客賞・役者賞（石川大輝）
- gift（2014年、配給：MMJ）[2]
- めがみさま（2017年、配給：MMJ）[3]
- 恐怖人形（2019年、配給：キグー）
- 成れの果て（2021年、配給：SDP）
- ラストサマーウォーズ（2022年、配給：ラストサマーウォーズ製作委員会）[4]
- ガールズドライブ（2023年、配給：キグー）[5]
- エリカ（2026年公開予定）

### ドラマ
- なぜ東堂院聖也16歳は彼女が出来ないのか?（2014年10月期、メ〜テレ）
- ミステリなふたり（2015年4月期、メ～テレ）
- スミカスミレ 45歳若返った女（2016年1月期、テレビ朝日）
- ひぐらしのなく頃に（2016年5月～、BSスカパー！）
- 噂の女（2018年4月期、BSジャパン）
- 健康で文化的な最低限度の生活（2018年7月期、関西テレビ）※チェインストーリー演出
- あなたには渡さない（2018年10月期、テレビ朝日）※スピンオフ演出
- 僕の初恋をキミに捧ぐ（2019年1月期、テレビ朝日）※スピンオフ演出
- 怪奇物件探偵X（2021年4月、LINE LIVE）
- 悪女のすべて（2022年7月期、BS松竹東急）
- あの界隈を恋愛ドラマにしたら…不覚にもキュンときた（2022年7月〜、中京テレビ）
- こんなところで裏切り飯（2024年1月期 、中京テレビ）
- 初恋ハラスメント（2024年3月、中京テレビ）
- 東京彼女「サイコ女子篇」〜ドールメイト〜（2024年7月、YouTube）
- ヒロシの心霊キャンプ（2024年10月期、BS日テレ）
- 年下彼氏2（2024年10月期、ABCテレビ）
- こんなところで裏切り飯〜嵐を呼ぶ7人の役員〜（2025年1月期、中京テレビ）
- ギャン泣きくん（2025年3月、中京テレビ）